# Ozarba uberosa
Ozarba uberosa là một loài bướm đêm trong họ Noctuidae.